# 拉斐尔·阿尔瓦
拉斐爾·尤尼爾·阿爾瓦·卡斯蒂略（Rafael Yunier Alba Castillo，1993年8月12日—）是一名古巴男子跆拳道運動員。他曾經獲得2013年世界跆拳道錦標賽男子87公斤級和2019年世界跆拳道錦標賽男子87公斤以上級金牌。

## 外部連結
- TaekwondoData.com （页面存档备份，存于）